# HMS Carysfort (1766)
Pour les autres navires du même nom, voir HMS Carysfort.
Le HMS Carysfort est une frégate de sixième rang classe Coventry de 28 canons de la Royal Navy qui servit pendant la guerre d'Indépendance américaine, la Révolution française et les guerres napoléoniennes. Le navire demeura en activité pendant plus de quarante ans.
Le Carysfort eut un certain nombre de commandants notables au cours de sa carrière et a pris part à de nombreux combats singuliers contre des adversaires français et américains. Le navire fut engager dans la lutte contre les corsaires pendant la guerre d'Indépendance américaine, bien que l'une de ses actions les plus notables ait été la récupération de Castor, frégate de la Royal Navy capturée par un escadron français trois semaines plus tôt et qu'un équipage français ramenait en France. Le Carysfort força la reddition du Castor pourtant bien plus grand et permit sa réintégration à la Royal Navy. Durant la révolution française et le début des guerres napoléoniennes, le carysfort est éloigné des tumultes européens et est stationné dans les Indes orientales d'abord, puis aux Antilles. Le Carysfort retourne en Grande-Bretagne en 1806 où il est intégré à la flotte de réserve avant d'être vendu en 1813.

## Histoire

### Construction
L'amirauté britannique commande la construction du Carysfort Sheerness Dockyard en février 1764. Le maître charpentier naval John Williams supervise la construction jusqu'en juin 1765, et William Gray prend le relais jusqu'à son achèvement. Le navire est baptisé le 29 juillet 1765 et lancée le 23 août 1766.

### Premières années et guerre d'indépendance américaine
Pour un article plus général, voir Guerre d'indépendance des États-Unis.
Le HMS Carysfort est initialement placé sous le commandement du capitaine George Vandeput (en) en juin 1767 et rejoint la Méditerranée en septembre de le même année. Vandeput reste aux commandes jusqu'en février 1770, date à laquelle il est remplacé par le capitaine William Hay. Il continue à patrouiller en Méditerranée jusqu'en mai ou il démarre une traversée de l'Atlantique pour rejoindre la Jamaïque. Au cours de ce voyage, le Carysfort s'échoue dans le détroit de Floride donnant son nom au récif corrallien de Carysfort Reef (en).
En 1771, le navire retourne brièvement en Grande-Bretagne, avant de retourner en Jamaïque en avril 1772.
De septembre 1775 à février 1776, le Carysfort est équipé pour le service extérieur au chantier naval de Chatham. Le navire est remobiliser en décembre 1775 sous la direction du capitaine Robert Fanshawe qui rejoint l'Amérique du Nord en avril 1776. La navire retourne en Grande-Bretagne l'année suivante pour une nouvelle remise en état, cette fois à Plymouth.
En 1778, le navire est de nouveau en service en Amérique du Nord avec le capitaine Fanshawe. Il transporte des troupes prenant part au Raid de Grey (en), une expédition punitive dirigée par le général de division Charles Gray.
Vers la fin d'année 1779, le navire est réaménagé pour le service dans la Manche. Il rejoint l'escadron de Downs sous le commandement du capitaine, William Cumming. Le 13 juin 1780 le Carysfort capture le corsaire Espérance. Cumming est remplacé en novembre 1780 par le capitaine William Peacock, et en décembre, le retourne opérer dans les eaux nord-américaines.
Le 24 mai 1782, il capture le corsaire américain le Général Galvez.

### Prise du Castor

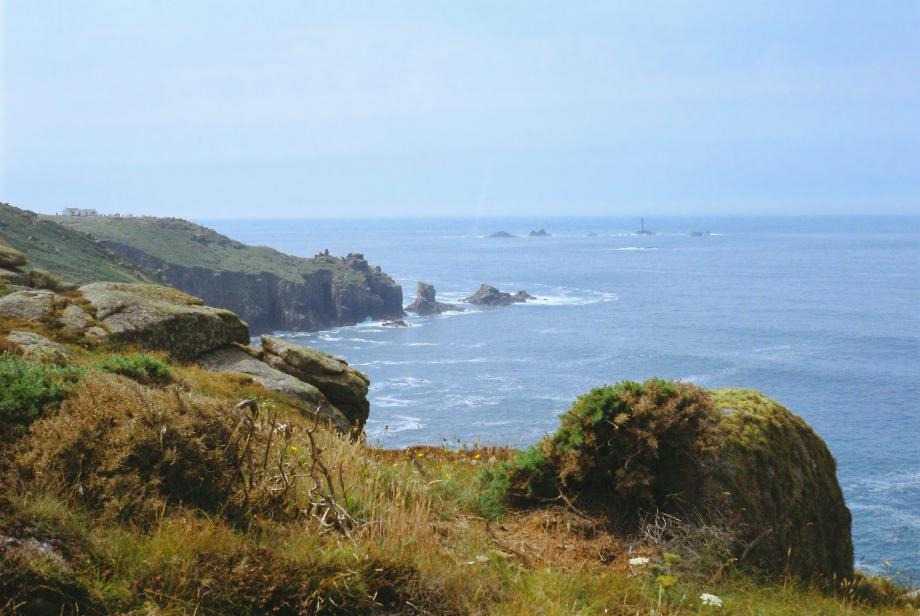
Cap de Land's End

#### Capture
Le 29 mai 1794, alors que le Carysfort est au large de Land's End, il croise la route du HMS Castor, naviguant sous les couleurs françaises. Le Castor, originellement sous le commandement du capitaine Thomas Troubridge, avait été capturé vingt jours plus tôt par un escadron français dirigé par Joseph-Marie Nielly lors de la campagne de l'Atlantique de mai 1794. Le Castor est en train d'être ramené en France par un équipage français au moment où il est découvert et remorque alors un brick hollandais. Les Français abandonnent le brick et combattent le Carysfort pendant une heure et quart, avant de se rendre. Le Carysfort subit un mort et quatre blessés, tandis que les Français du Castor déplorent 16 morts et neuf blessés. Un contremaître et dix-huit marins de l'équipage d'origine sont libérés après la reprise, mais le capitaine (Troubridge) et la plupart de l'équipage britannique avaient été emmenés à bord du navire amiral de Nielly, le Sans Pareil, et ne sont libérées qu'après la défaite des flottes françaises à la Bataille du 13 prairial an II de juin 1794 et la capture du Sans Pareil.

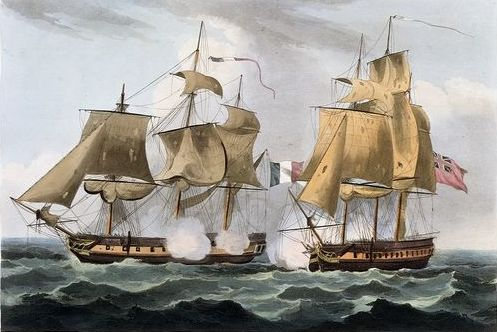
Le HMS Carysfort reprenant le aux français le 29 mai 1794 par Thomas Whitcombe.

#### Controverse
Le Carysfort remorque le Castor jusqu'à un port britannique mais un différend surgit alors au sujet de la récompense de la capture. Les commissaires de marine décident que, comme le Castor n'avait pas encore transité par un port français, il ne pouvait être considéré comme un navire de guerre français. Ainsi, le Carysfort avait simplement récupéré un navire britannique. En conséquence, Laforey et son équipage avaient droit à certains droits de récupération, mais pas à la prime de capture bien plus lucrative.
Laforey proteste et l'affaire est portée devant Sir James Marriott, juge de la Haute Cour d'amirauté (en). Le capitaine français capturé est appelé à témoigner et rapporté que Nielly était autorisé à « condamner, armer, aménager et équiper, tous les navires qui selon lui pourraient servir la République française». Marriott détermine alors que le Castor remplit les critères d'un tel navire, peut donc être considéré comme un navire français et attribue à Laforey et à l'équipage de Carysfort la pleine valeur de la prise.

#### Suites
En 1847, les hommes de Carysfort furent autorisés à recevoir la Médaille du service général de la marine avec le fermoir « Carysfort 29 mai 1794 ». Cependant, aucun ne se manifeste pour la réclamer.

### Guerres de la révolution française

#### Escarmouches avec l'escadron Sercey
En 1795, le capitaine John Murray prend le commandement du Carysfort et quitte la Grande-Bretagne pour les Indes orientales en février 1796 où le navire demeure plusieurs années passant sous le commandement du capitaine Thomas Alexander en mars 1796. Le 19 août de la même année Alexander capture la corvette française de 16 canons Alerte, alors associée à l'escadron de l'amiral Sercey.
Sercey est chargé alors d'une division de quatre frégates au départ de Rochefort pour apporter à l'île de France quelques renforts de troupes et de munitions ainsi que deux commissaires du Directoire, Baco et Burnel. Il effectue plusieurs prises en route et rejoint l'océan Indien où la force déjà stationnée à l'île de France se place sous son autorité. Il dispose ainsi d'une petite escadre de huit navires et sept frégates : La Forte, La Prudente, La Régénérée, la Vertu, La Seine, La Cybèle, La Preneuse et la corvette Brûle Gueule. L'Alerte est un navire corsaire réquisitionné par le gouvernement français et envoyé de France vers les Indes orientales avec l'escadron Sercey. Sercey l'envoya visiter le poste danois de Trinquebar pour recueillir des informations sur la disposition de la marine britannique dans les Indes orientales. En chemin, le navire croise le Carysfort dans l'obscurité et, la prenant pour un navire marchand, l'attaque et est capturé. À son bord, les Britanniques découvrent des documents décrivant les plans et l'itinéraire de Sercey.
La situation de l'escadron Sercey est précaire, l'Ile de France ne dispose d'aucun moyen de réparation sérieux et Sercey y fait face à l'hostilité des colons. Il compense la limite de ses moyens en maintenant ses bâtiments constamment à la mer et en opérant un peu comme un armateur corsaire finançant ses approvisionnements par la vente de ses nombreuses prises, notamment plusieurs indiamen. De par sa crainte de ne pouvoir faire réparer ses frégates, Sercey ordonne à ses navires d'éviter les combats. Cependant, grâce aux renseignement récupérés par le Carysfort sur l'Alerte, les navires de la Royal Navy parviennent à trouver et attaquer l'escadron Sercey et une bataille a lieu entre le 8 et le 9 septembre 1796. Sercey malmène et arrive à mettre en fuite deux vaisseaux de 74 canons, l'Arrogant et le Victorious, au large du détroit de Malacca mais de par son extrême prudence, ne concrétise pas de prises.

#### Occupation de Madère
En décembre 1796, le capitaine John Turnor prend le contrôle du Carysfort. Il est remplacé par le capitaine William Hills en 1798, lui même remplacé en décembre 1798 par le capitaine Volant Vashon Ballard (en) qui en conserve le commandement jusqu'au milieu de l'année 1800. Entre avril et juin 1801, le Carysfort est en cale sèche à Portsmouth où il subit des opérations de maintenance avant de reprendre la mer sous le commandement du capitaine Adam Drummond avec lequel il prend la mer pour une « mission secrète » en septembre 1801.
La mission implique le départ du Carysfort pour Madère alors sous occupation britannique depuis quelques mois. Le colonel William Henry Clinton est nommé gouverneur de l'île et un détachement du 85th Regiment of Foot commandé par le lieutenant-colonel James Willoughby Gordon y est mis en garnison. Après la paix d'Amiens de 1802, les troupes britanniques se retirent et le Carysfort quitte l'île le 2 septembre 1802.